# Cryptostegia grandiflora
Cryptostegia grandiflora (im Deutschen gelegentlich auch als Indischer Gummiwein bezeichnet) ist eine Pflanzenart aus der Familie der Hundsgiftgewächse (Apocynaceae). Ursprünglich aus Madagaskar stammend, hat sie sich in Australien als Neophyt stark invasiven Charakters erwiesen.

## Beschreibung

### Erscheinungsbild und Laubblatt
Cryptostegia grandiflora ist eine ausdauernde, verholzende Liane. Sie kann auch als reich verzweigter Strauch, der Wuchshöhen von 1 bis 3 Meter erreicht, wachsen. Bietet sich allerdings die Möglichkeit, sich in anderer Vegetation festzuhalten, können ihre Sprossachsen bis zu 30 m Länge erreichen. Ihre Wurzeln können 12 Meter in die Tiefe reichen. Die graubraune, glatte Rinde besitzt warzige Punkte (Lentizellen). Die Sprossachsen treten in zweierlei Formen auf: Zum einen als beblätterte Äste, zum anderen als wenig beblätterte, peitschenartige Sprossachsen, die in benachbarter Vegetation Halt suchen. Bei Verletzungen der Pflanzenteile tritt ein weißlicher Milchsaft aus.
Die gegenständig angeordneten, kahlen Laubblätter sind in Blattstiel und Blattspreite gegliedert. Der rötlich-purpurfarbene Blattstiel ist 5 bis 20 mm lang. Die einfache, dicke, ledrige Blattspreite ist mit einer Länge von 3 bis 10 cm und einer Breite von 2 bis 6 cm eiförmig oder länglich. Die Blattoberseite ist glänzend dunkelgrün und die Blattunterseite ist etwas heller und matter. Der Blattrand ist glatt oder etwas wellig.

### Blütenstand und Blüte
An den Enden der Zweige stehen auf einem dicken, nur 4 bis 8 mm langen Blütenstandsschaft mehrere Blüten in Gruppen zusammen. Die großen, auffälligen Blüten sind zwittrig. Die fünf breiten Kronblätter sind zu einer trompetenförmigen Krone verwachsen, die eine Länge von 4 bis 6 cm und einen Durchmesser von 5 bis zu 9 cm besitzt. Die Krone ist hellviolett bis weißlich und meist in der Mitte heller.

### Frucht und Samen
Es steht sich immer ein Paar hülsenfruchtähnliche Früchte gegenüber. Die mit einer Länge von 10 bis 15 cm und einem Durchmesser von 2 bis 4,5 cm im Querschnitt etwas dreikantige Frucht ist grünlich bis bräunlich und enthält 200 bis 450 Samen. Die braunen, 5 bis 10 mm langen sowie 1,5 bis 3 mm breiten, flachen Samen tragen an einem Ende einen Schopf 18 bis 40 mm langer, seidiger, weißer Haare.

## Verbreitung und Ökologie
Cryptostegia grandiflora ist ursprünglich in Trockenwäldern und Grasland des subhumiden bis subariden, südwestlichen Madagaskar in den Provinzen Antsiranana, Fianarantsoa sowie Toliara beheimatet.
Mittlerweile ist sie in vielen weiteren tropischen und subtropischen Gebieten zu finden. Dort wurde sie zum einen wegen ihrer attraktiven Blüten eingeführt, zum anderen aber auch wegen ihres weißen Milchsaftes, der qualitativ hochwertigen, kommerziell nutzbaren Gummi enthält. Heute wächst sie in der karibischen Region, außerdem in Ostafrika, Mauritius, Indien, Südostasien, Lateinamerika, den südlichen USA, Fidschi, Neukaledonien und Australien.
Die Samen keimen nach den ersten Niederschlägen der Regenzeit. Steht genügend Feuchtigkeit zur Verfügung, kann die Pflanze innerhalb eines Monats bis zu 5 Meter wachsen. Blüten werden in der Regel nach dem Ende der Regenzeit gebildet. Die Samen werden sowohl durch Wind als auch durch Wasser verbreitet. Diese Art bevorzugt Gebiete mit einem Jahresniederschlag zwischen 400 und 1400 mm und ist gut an ein Monsunklima angepasst.

## Problemart in Australien
Die Tatsache, dass Cryptostegia grandiflora bei Jahresniederschlägen von 1700 mm größtes vegetatives Wachstum zeigt, jedoch bei einem Jahresniederschlag von 400 mm und darunter am reichsten Samen bildet, prädestiniert sie offenbar für Gebiete mit extrem variablen Niederschlägen und plötzlichen Starkniederschlagsereignissen. Diese Verhältnisse treffen besonders auf das zentrale Queensland zu. Hier tritt sie massiv als Problempflanze in Erscheinung und wird teilweise als schlimmstes Unkraut in Australien überhaupt betrachtet („Weed of National Significance“).
Für diese Pflanzenart wird in Australien ein potenzielles Areal angenommen, das über Coen auf der Cape York Peninsula bis Port Hedland in Pilbara reicht, allerdings hat sie sich bislang nicht weit über Queensland hinaus ausgedehnt. Sie stellt eine große Bedrohung für die Galeriewälder entlang von Flüssen in Nordaustralien dar, da sie Bäume „stranguliert“ und zum Absterben bringt, indem sie ihnen das Licht nimmt. Gleiche Wirkung entfaltet sie in Waldsavannen entlang von Wasserläufen. Dadurch kann sie zu einer erheblichen Reduktion der Biodiversität führen.
Der Versuch, diese Pflanzenart unter Kontrolle zu bringen, hat dazu geführt, dass zwecks biologischer Bekämpfung natürliche Feinde aus ihrem ursprünglichen Habitat in Madagaskar nach Australien eingeführt wurden (da die betroffenen Gebiete vielfach sehr abgelegen sind, kommen mechanische oder chemische Bekämpfungsversuche kaum in Frage). Wichtigster Pflanzenschädling ist der Rostpilz Maravalia cryptostegiae. In manchen Gebieten bei Charters Towers hat dieser Pilz zwar die meisten Pflanzen infiziert; dies reicht jedoch nicht aus, um die weitere Ausbreitung nach Westen zu stoppen. Bereits früher (1988) wurde der Schmetterling Euclasta whalleyi, dessen Raupe ebenfalls ein Fraßfeind ist, eingeführt, erwies sich jedoch als wenig effektiv.

## Giftwirkung
Cryptostegia grandiflora ist hochgiftig für landwirtschaftliche Nutztiere wie Kühe, Schafe und Ziegen. Weniger als 10 g ihrer Blätter können ein 400 kg schweres Pferd binnen 6 Tagen töten. Allerdings ist sie für das Vieh wenig schmackhaft, so dass Todesfälle meist nur in Trockenzeiten, wenn wenig Gras vorhanden ist, vorkommen. Verantwortlich für die Giftwirkung sind in der Pflanze enthaltene Herzglykoside.

## Systematik
Die gültige Erstbeschreibung von Cryptostegia grandiflora durch Robert Brown in Botanical Register; consisting of coloured ..., 5, 1820, Tafel 435 basiert auf der nicht gültigen Veröffentlichung von Nerium grandiflorum Roxb., nom. nud. in Hort. Beng., 1814, S. 19. Es ist die Typusart der Gattung Cryptostegia.
Cryptostegia grandiflora wurde früher zu den Seidenpflanzengewächsen (Asclepiadoideae) gestellt. In Madagaskar gibt es mit Cryptostegia madagascariensis noch eine weitere, sehr ähnliche Art dieser Gattung. Kreuzungen sind möglich.
Es gibt zwei Varietäten von Cryptostegia grandiflora:
- Cryptostegia grandiflora R.Br. var. grandiflora
- Cryptostegia grandiflora var. tulearensis Costantin & Gallaud